# Droga krajowa B438 (Niemcy)
Droga krajowa 438 (niem. Bundesstraße 438) – niemiecka droga krajowa przebiegająca z zachodu na wschód i łączy drogę B70 w Westoverledingen z drogą B72 koło Wittensand w Dolnej Saksonii.